# R. A. Lafferty
Raphael Aloysius Lafferty, mais conhecido como R. A. Lafferty (Iowa, nascido 7 de Novembro de 1914—Oklahoma, falecido 18 de Março de 2002) foi um escritor americano de ficção científica e fantasia. Também escreveu um conjunto de quatro novelas autobiográficas, livros de história e vários romances. Era reconhecido pelo seu estilo original de utilização da língua, pelo uso de metáforas e pelas estruturas narrativas. 

### Trabalhos disponíveis online
- Narrow Valley
- Nine Hundred Grandmothers
- The Six Fingers of Time
- Slow Tuesday Night
- Sodom and Gomorrah, Texas
- The Transcendent Tigers